# Tapuruia beebei
Tapuruia beebei là một loài bọ cánh cứng trong họ Cerambycidae.